# Nieborzyn (województwo wielkopolskie)
Nieborzyn – wieś w Polsce położona w województwie wielkopolskim, w powiecie konińskim, w gminie Kleczew.
W latach 1975–1998 miejscowość przynależała administracyjnie do województwa konińskiego. 

## Atrakcje i zabytki
We wsi znajduje się park, a w nim ruiny folwarku rodziny Lutostańskich.

## Demografia
Wieś liczy 515 mieszkańców; 50,5% stanowią osoby płci żeńskiej, zaś 49,5% osoby płci męskiej. Nieborzynianie ogółem stanowią 2,5% mieszkańców gminy Kleczew.

## Urodzeni w Nieborzynie
Urodził się tu Jan Lutostański herbu Jelita – podchorąży WP, powstaniec warszawski.